# 宮田輝星
宮田 輝星（みやた ほくと、1997年12月2日 - ）は、鹿児島県出水市出身の元プロ野球選手（外野手）。右投両打。

## 経歴

### プロ入り前
出水市立出水小学校3年時よりソフトボールを始める。 出水市立出水中学校では同校の軟式野球部で投手兼内野手としてプレーする。
高校は出水中央高等学校に進学。3年生の夏の第97回全国高等学校野球選手権鹿児島大会において3番・中堅手として出場したが、準々決勝戦で鹿児島実業高等学校戦に1対0で敗れ甲子園出場はならなかった。
大学は福岡大学に進学。1年生の秋からベンチ入りを果たし、3年生の春から中堅手のレギュラーを獲得する。大学の同級生に上原幸真がいる。
2019年10月17日に行われたプロ野球ドラフト会議にて、北海道日本ハムファイターズから育成ドラフト1位指名を受け、11月23日、入団発表会見が行われた。背番号は111。

### 日本ハム時代
2020年は、イースタン・リーグ40試合に出場し、打率.319、0本、10打点、チームトップの13盗塁を記録した。
2021年は、8月31日に支配下登録された。背番号は69。推定年俸は520万円となった。9月1日のオリックス・バファローズ戦（札幌ドーム）で、代打としてプロ初出場を果たした。
2022年は、7月1日に一軍昇格され、同日のオリックス戦でプロ初スタメンを果たした。7月8日のソフトバンク戦でプロ初安打を放った。しかし打率は.143にとどまり、10月3日に戦力外通告を受けた。

### 日本ハム退団後
2022年11月18日開催の12球団合同トライアウトに参加。4打席に立って無安打ながら2四球を選んだ。社会人野球などからの野球関連の誘いはあったものの、握力の低下に陥る怪我に苦しんでいたことから、12月10日に現役引退を決断したことを報告した。
現役引退後はTwitchでストリーマーとして配信活動を行っている。

## 選手としての特徴
50m走5秒7、100m走10秒90、遠投100mを記録する俊足強肩の外野手。

## 人物
愛称は「みゃーた」。
向上心にあふれており、先輩選手や監督にも物怖じせずに疑問に思ったことは何でも質問する“質問魔”である。
チームメイトである吉田輝星（よしだこうせい）とは漢字1文字違いのため、宮田がドラフト指名された際に話題となった。

## 詳細情報

### 年度別打撃成績
| 年 度     | 球 団     | 試 合 | 打 席 | 打 数 | 得 点 | 安 打 | 二 塁 打 | 三 塁 打 | 本 塁 打 | 塁 打 | 打 点 | 盗 塁 | 盗 塁 死 | 犠 打 | 犠 飛 | 四 球 | 敬 遠 | 死 球 | 三 振 | 併 殺 打 | 打 率 | 出 塁 率 | 長 打 率 | O P S |
| --------- | --------- | ----- | ----- | ----- | ----- | ----- | -------- | -------- | -------- | ----- | ----- | ----- | -------- | ----- | ----- | ----- | ----- | ----- | ----- | -------- | ----- | -------- | -------- | ----- |
| 2021      | 日本ハム  | 5     | 2     | 2     | 1     | 0     | 0        | 0        | 0        | 0     | 0     | 2     | 1        | 0     | 0     | 0     | 0     | 0     | 0     | 0        | .000  | .000     | .000     | .000  |
| 2022      | 日本ハム  | 6     | 7     | 7     | 1     | 1     | 0        | 0        | 0        | 1     | 0     | 0     | 0        | 0     | 0     | 0     | 0     | 0     | 1     | 0        | .143  | .143     | .143     | .286  |
| 通算：2年 | 通算：2年 | 11    | 9     | 9     | 2     | 1     | 0        | 0        | 0        | 1     | 0     | 2     | 1        | 0     | 0     | 0     | 0     | 0     | 1     | 0        | .111  | .111     | .111     | .222  |

### 年度別守備成績
| 年 度 | 球 団    | 外野  | 外野  | 外野  | 外野  | 外野  | 外野     |
| 年 度 | 球 団    | 試 合 | 刺 殺 | 補 殺 | 失 策 | 併 殺 | 守 備 率 |
| ----- | -------- | ----- | ----- | ----- | ----- | ----- | -------- |
| 2021  | 日本ハム | 2     | 0     | 0     | 0     | 0     | ----     |
| 2022  | 日本ハム | 4     | 4     | 0     | 0     | 0     | 1.000    |
| 通算  | 通算     | 6     | 4     | 0     | 0     | 0     | 1.000    |

### 記録
初記録
- 初出場・初打席：2021年9月1日、対オリックス・バファローズ16回戦（札幌ドーム）、7回裏に木村文紀の代打で出場、澤田圭佑からニゴロ
- 初盗塁：2021年9月2日、対オリックス・バファローズ17回戦（札幌ドーム）、8回裏に二盗（投手：タイラー・ヒギンス、捕手：若月健矢）[20]
- 初先発出場：2022年7月1日、対オリックス・バファローズ11回戦（札幌ドーム）、2番・左翼手で先発出場[21]
- 初安打：2022年7月8日、対福岡ソフトバンクホークス13回戦（福岡PayPayドーム）、2回表にコリン・レイから遊前安打[22]

### 背番号
- 111（2020年 - 2021年8月30日）
- 69（2021年8月31日 - 2022年）

### 登場曲
- 「Cups」アナ・ケンドリック（2021年 - 2022年）